# ودمینه
ودمینه (به لاتین: Wydminy) یک روستا در لهستان است که در گمینا ودمینه واقع شده‌است. ودمینه ۲٬۳۰۰ نفر جمعیت دارد.